# Jean-Pierre Prouteau
Pour les articles homonymes, voir Prouteau.
Jean-Pierre Prouteau est un homme politique français, né le 28 octobre 1930 à Paris et mort le 5 septembre 1998 à Marseille.
Il est en outre grand maître du Grand Orient de France entre 1973 et 1975.
De 1978 à 1981, il est secrétaire d'État auprès du ministre de l'Industrie, chargé des petites et moyennes industries.

## Biographie

### Origines, formation et début de carrière
Jean-Pierre Prouteau naît le 28 octobre 1930 dans le 13e arrondissement de Paris.
Engagé comme mousse dans la Marine nationale, Jean-Pierre Prouteau gravit tous les échelons jusqu'à en devenir officier.

### Carrière professionnelle
Sa carrière se poursuit dans divers organismes (successivement directeur général de CFRO, de Sincro, chargé de mission à la direction générale de la Caisse nationale du Crédit agricole de 1975 à 1976, de la CNMCCA, de 1976 à 1978, de Thomson-CSF puis d'OPTORG de 1982 à 1988). Il crée en 1976 le Centre national de coopération professionnelle dans le but de rassembler les classes moyennes.
En 1989, il est également président du Conseil français des investisseurs en Afrique (CIAN),.
« Monsieur Afrique » du CNPF ou il préside le comité ACP, il conseille Vincent Bolloré sur sa politique africaine,

### Carrière politique
Il préside les Jeunesses radicales d'Indre-et-Loire de 1955 à 1958, soutenant alors Pierre Mendès France [réf. souhaitée].
Il est vice-président puis coprésident du Parti radical valoisien (1979-1981), qu'il quitte en 1981. Il fut un fervent avocat d'une réunification de la famille radicale. Il crée les Clubs République et Démocratie le 6 novembre 1978.
Il exerce fonctions de secrétaire d'État auprès du ministre de l'Industrie, chargé de la Petite et moyenne industrie du gouvernement Raymond Barre (3) du 5 avril 1978 au 13 mai 1981,, période durant laquelle il crée l'Agence nationale pour la création d'entreprise (ANCE).
Il est adjoint au maire de Cogolin de 1989 à 1998.

### Franc-maçonnerie
Jean-Pierre Prouteau est initié en franc-maçonnerie au sein de la loge « l’Étoile polaire » du Grand Orient de France le 15 mars 1961. Il est élu grand-maître de 1973 à 1975 et à l'âge de 42 ans. En gestionnaire rigoureux, il restructure la dette de l'obédience et la refinance à long terme. Il préside en 1974 un colloque en présence de Gisèle Halimi qui intervient sur le thème « Contraception - Avortement - La parole est aux femmes ». Il travaille durant son mandat à définir de nouvelles valeurs morales universelles à faire porter par l'obédience et à transmettre dans la cité.

### Vie privée
En 1988, Jean-Pierre Prouteau épouse à Cogolin l'actrice Anne Vernon,, avec laquelle il adopte deux enfants[réf. nécessaire][Information douteuse].

### Mort
Jean-Pierre Prouteau meurt le 5 septembre 1998 dans le 9e arrondissement de Marseille,.

## Publications
- Les Anciens d'Algérie dans la nation : 23 405 morts, 50 376 pensionnés, 3 000 000 d'hommes : un nouveau style d'ancien combattant, Union démocratique des anciens d'Algérie, 19?? (lire en ligne)[20].
- Une préparation des ruraux à la mutation professionnelle, GREP, 1972 (lire en ligne).
- Avec un collectif, Contraception avortement - la parole est aux femmes, hôtel du Grand Orient de France, 1er janvier 1974 (ASIN B003X1ESXS).
- Avec Jacques Brengues, La Franc-maçonnerie du Grand Orient de France, Cahiers laïques, Cercle parisien de la Ligue française de l'enseignement, 1975 (ASIN B0014MMSXK).  — L'ASIN mentionné apparaît erroné, ne donnant aucun résultat.
- La coopération avec l'Afrique : perspectives pour les entreprises françaises, Comité ACP du Conseil national du patronat français, 1988 (lire en ligne).
- Avec le Conseil des investisseurs français en Afrique, Les entreprises françaises et l'Afrique : rapport Jean-Pierre Prouteau, Le Moci, 1995 (lire en ligne).